# تاماكورت (زيز الأعلى)
تاماكورت هو دُوَّار يقع بجماعة أمزيزل، إقليم ميدلت، جهة درعة تافيلالت في المملكة المغربية. ينتمي الدوّار لمشيخة زيز الأعلى التي تضم 7 دواوير. يقدر عدد سكانه بـ 1111 نسمة حسب الإحصاء الرسمي للسكان والسكنى لسنة 2004.

## روابط خارجية
- البوابة الوطنية للجماعات الترابية نسخة محفوظة 12 مارس 2018 على موقع واي باك مشين.
- المندوبية السامية للتخطيط